# Sesiura saturatissima
Sesiura saturatissima är en fjärilsart som beskrevs av Walker 1864. Sesiura saturatissima ingår i släktet Sesiura och familjen björnspinnare. Inga underarter finns listade i Catalogue of Life.